# Robert Porter Patterson
Robert Porter Patterson (Glens Falls, 12 febbraio 1891 – Newark, 22 gennaio 1952) è stato un politico statunitense.

## Biografia
Fu il cinquantacinquesimo segretario alla Guerra degli Stati Uniti,  sotto il presidente degli Stati Uniti d'America Harry S. Truman (33º presidente). Egli è stato il penultimo a ricoprire tale carica.
Nato nello stato di New York, studiò all'Union College e legge ad Harvard. Suo figlio, Robert Porter Patterson Junior, nato nel 1923 divenne poi un importante giudice.
Morì il 22 gennaio 1952 in un incidente aereo mentre l'aereo stava atterrando a Newark.